# Savoia-Marchetti SM.73

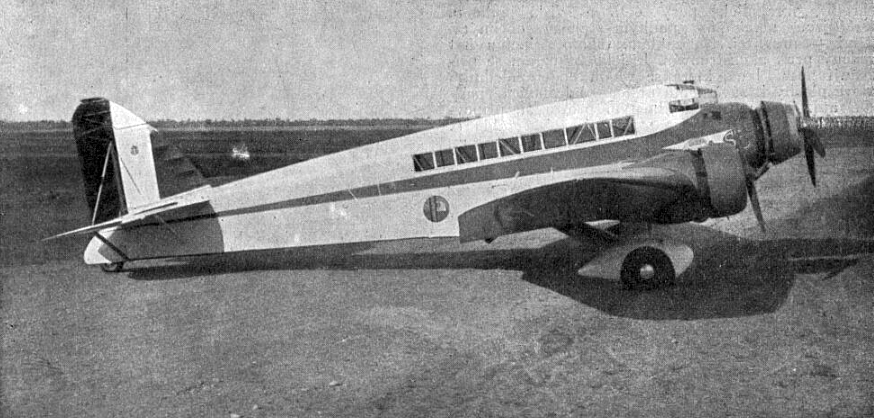
Savoia Marchetti SM.73, prototyp s motory Gnome-Rhône 600 HP (Letectví, leden 1935)

Savoia-Marchetti SM.73 Pipistrello (Netopýr) byl italský třímotorový dopravní letoun z 30. a počátku 40. let 20. století, vyvinutý společností S.I.A.I. (Società Idrovolanti Alta Italia, Savoia, Sesto Calende). První prototyp vzlétl 4. června 1934. Stroje SM.73 létaly ve službách aerolinií Sabena, Ala Littoria, ČSA a Avio Linee Italiane. Po vypuknutí druhé světové války začaly některé stroje sloužit jako vojenské transportní letouny v Regia Aeronautica a letouny od letecké společnosti Sabena v britském vojenském letectvu RAF.

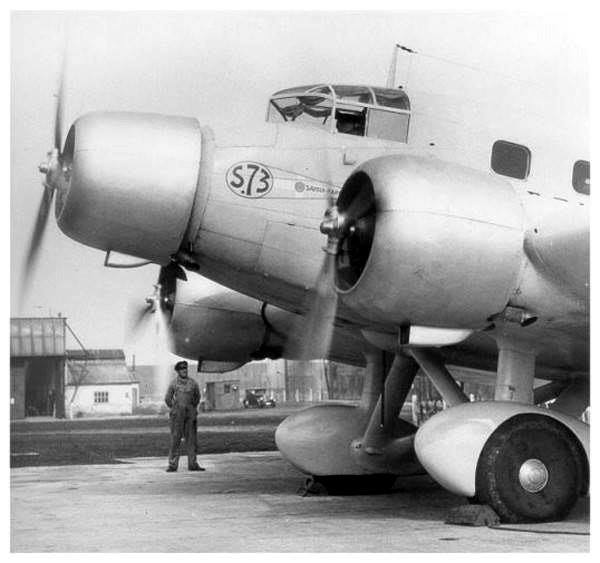
Detail přídě s pohonnými jednotkami letounu Savoia-Marchetti SM.73

## Vznik a vývoj
Dopravní letoun, dolnoplošník SM.73 vznikl vývojem z úspěšného dopravního hornoplošníku SM.71. Firma Savoia-Marchetti se po typu SM.71 začala touto kategorií letadel zabývat intenzivněji. Prototyp s motory Gnome-Rhône 9Kfr (o výkonu 441 kW/600 k) byl zalétán 4. června 1934 (imatrikulován I-SIAI, zůstal zprvu ve vlastnictví továrny SIAI, později mu bylo přiděleno vojenské označení MM.265 a byl "převelen" do Libye). Od svého předchůdce se lišil dolnoplošným uspořádáním a větší kabinou pro cestující, celkem pro 14 pasažérů, což neznamenalo nějaký výrazný aerodynamický nebo technologický pokrok. Do ne zcela vhodně tvarovaného a proskleného trupu pronikal intenzivně hluk z motorů, a tak firma Savoia-Marchetti přistoupila ještě v roce 1934 (i na nátlak potencionálních zákazníků) k celkovému přepracování konstrukce trupu.
Nový prototyp, který byl zpočátku označován SM.73bis ale později jen SM.73, se mohl pyšnit elegantním aerodynamickým trupem s velkou směrovkou, kapkovitě kapotovaným pevným podvozkem a až 18 sedadly pro cestující. Celkem bylo vyrobeno 40 letounů SM.73 a dalších 7 v licenci.
Letouny se i přes svou smíšenou konstrukci vyznačovaly vysokou životností, značnou odolností a spolehlivostí. Přestože se jednalo o předválečné stroje vydržely i za druhé světové války namáhavou službu v bojových podmínkách na Balkáně a v Africe. Během výroby došlo k několika modernizacím. Začaly se používat zatahovací podvozky, používány byly výkonnější motory a účinnější stavitelné vrtule. Konstrukční systém smíšené stavby dřevo-kov-plátno použila Savoia Marchetti i u svého bombardovacího letounu SM.81, což vlastně byla vojenská alternativa SM.73. Civilní verze měla své pokračování v letounu Savoia-Marchetti SM.75, který se začal vyrábět od roku 1938.

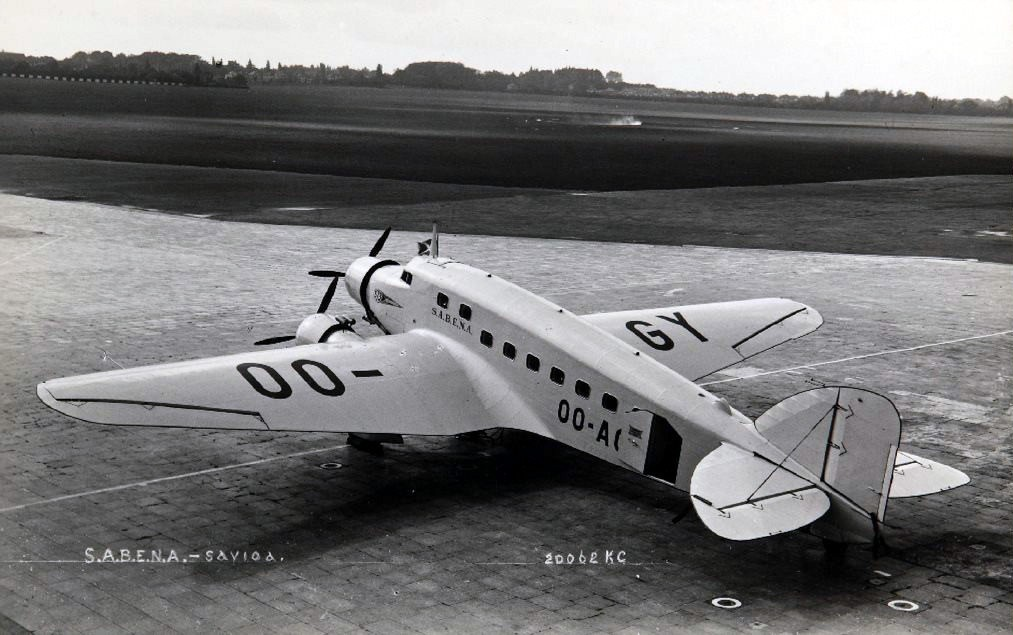
Savoia-Marchetti SM.73 (OO-AGY, Sabena)

## Popis letounu
Upravená konstrukce SM.73 vynikala estetickou jemností tvarů. Oproti SM.71 a prvnímu prototypu SM.73 byly na bocích kabiny jednotlivá okna a ne průběžné prosklení s jedním oknem po celé délce trupu. Byl to třímotorový samonosný dolnoplošník smíšené konstrukce s pevným záďovým podvozkem. Křídlo bylo celodřevěné, vodotěsné, vybavené vztlakovými klapkami. Křídlo potažené překližkou bylo složeno ze 3 podélníků, z nichž prostřední část byla připevněna ke trupu. Trup vejčitého tvaru byl svařen z CrMo ocelových trubek a potažen plátnem.
V uzavřené kabině bylo místo pro čtyřčlennou posádku a až 18 cestujících, z toho pro 4 v salónku 1. třídy nad nosníky křídla. Kabina pro cestující byla tedy rozdělena na dvě části. Mezi čtyřmi členy posádky byla i palubní průvodčí. Prostor pro zavazadla byl pod podlahami obou těchto kabin. Kola hlavních podvozkových noh, opatřených tlumiči a nízkotlakými pneumatikami, byla kryta kapkovitými kapotami podvozkových kol.
Ocasní plochy zdůrazňovala široká svislá ocasní plocha, která dobře ladila s celkovým vzhledem letounu. Zadní kormidla byla svařena z ocelových trubek potažených plátnem. Vodorovná i svislá ocasní plocha byly řiditelné: první za letu, druhá na zemi. Motory měly velké prstencové kryty a motorové lože bylo vybaveno, tak jako i lože postranních motorů, zařízení k tlumení vibrací typu S.I.A.I.. Centrální motor byl umístěn vpředu na trupu, oba stranové motory byly vestavěny do křídla. Za motorem v kabině seděli oba piloti vedle sebe, za ní pak seděli mechanik a radiotelegrafista. V křídle byl z kabiny mechanika průlez k oběma bočním motorům, což dovolovalo případný zásah na motoru během letu. Motory byly kryty duralovými plechy. Spouštění motorů obstarával kompresor "Garelli" ovládaný z kabiny mechanika. Akční rádius letadla při platícím, plném zatížení 2140 kg činil 1000 km, při 1710 kg pak 1400 km, při 1500 kg to bylo 1600 km a při 1150 kg až 1930 km.
Letoun měl zdvojené řízení, radiostanici pro navigátora, palubní bufet, toaletu, 17–18 míst pro cestující s jejich zavazadly a nákladní prostor na zboží do 3500 kg. Byl používán leteckými společnostmi SABENA, Ala Littoria, Avio Linee Italiane a ČSA. Letouny SM.73 měly velký význam jak pro ČSA, tak pro své belgické a italské provozovatele.

## Služba

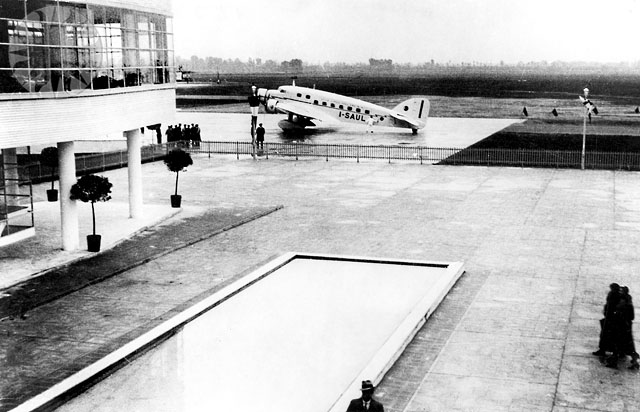
SM.73 na letišti Milano-Linate (Aeroporto di Linate)

Prvním zákazníkem se v roce 1935 staly belgické aerolinky Sabena, které dostaly 5 strojů z Itálie a později v letech 1936 až 1937 dalších 7 vyrobených v licenci přímo v Belgii u společnosti SABCA z Harenu na předměstí Bruselu. Sabena tyto letouny nasadila na svém baltském expresu z Londýna nebo Paříže přes Brusel, Hamburk a Kodaň do švédského Malmö. Létaly i na charterových, dovolenkových spojích do pobřežních destinací v Ostende a v Anglii. Ze sedmi strojů z licenční belgické výroby byly některé upraveny jen pro 8 cestujících a přepravu poštovních zásilek. Od října 1936 sloužily na trati přes Saharu spojující Brusel s Elisabethvillem v Belgickém Kongu.
Největším zákazníkem byly italské společnost Ala Littoria a Avio Linee Italiane s celkem 29 letouny Savoia Marchetti S-73 Pipistrello. Ala Littoria jako první letoun (výr. č. 30006) zaregistrovala v italském leteckém rejstříku 19. září 1935, kde mu byla přidělena imatrikulace I-PISA. Tento a další letouny SM.73 používala Ala Littoria (založena v roce 1934 z popudu Benita Mussoliniho jako státní letecká společnost sloučením několika soukromých společností) na svých hlavních evropských trasách, především do Bruselu a Londýna, ale také létaly i přes Středozemní moře do italských kolonií v severní Africe, Eritreje a Habeše. Další italská letecká společnost Avio Linee Italiane (založena společností FIAT v roce 1926) dostala postupně 6 strojů (imatrikulace přidělena od února do dubna 1937), výr. č. 30022-7. Od května 1937 se postupně 6 letounů SM.73 objevilo ve službách Československých státních aerolinií.
Po vypuknutí druhé světové války bylo 13 italských SM.73 nasazeno v dopravní službě vojenského letectva na zásobovacích trasách do italských kolonií v severní a východní Africe, především u 603. letky (Squadriglia 603) Regia Aeronautica. Po kapitulaci Belgie v květnu 1940 přeletělo 7 strojů belgické Sabeny do služeb britské RAF. Další letouny ze Sabeny se pokusily přeletět v létě 1940 přes jižní Francii a Alžír do Belgického Konga. V alžírském Oranu však posádky i letouny zajali vojáci vichistické Francie. Pétainův režim tak chtěl získat „kladné body“ u nacistického Německa i fašistické Itálie. Italové to skutečně uvítali, když se letouny SM.73 vrátily zpět do země svého původu. Letouny (ex OO-AGL, OO-AGO, OO-AGQ, OO-AGX, OO-AGY) byly upraveny a začleněny do 605. letky (Squadriglia 605) Regia Aeronautica.
Z vyrobených 47 letounů jich v letech 1935-1940 dvanáct havarovalo, z toho 8 italských SIAI a 4 vyrobené v Belgii společností SABCA. Některé exempláře létaly i po druhé světové válce.

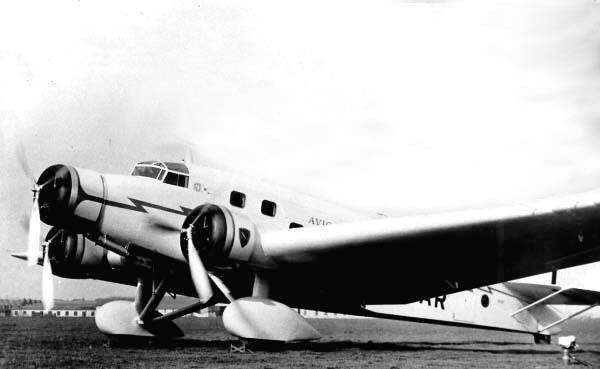
Savoia-Marchetti SM.73 (I-STAR, Avio Linee Italiane)

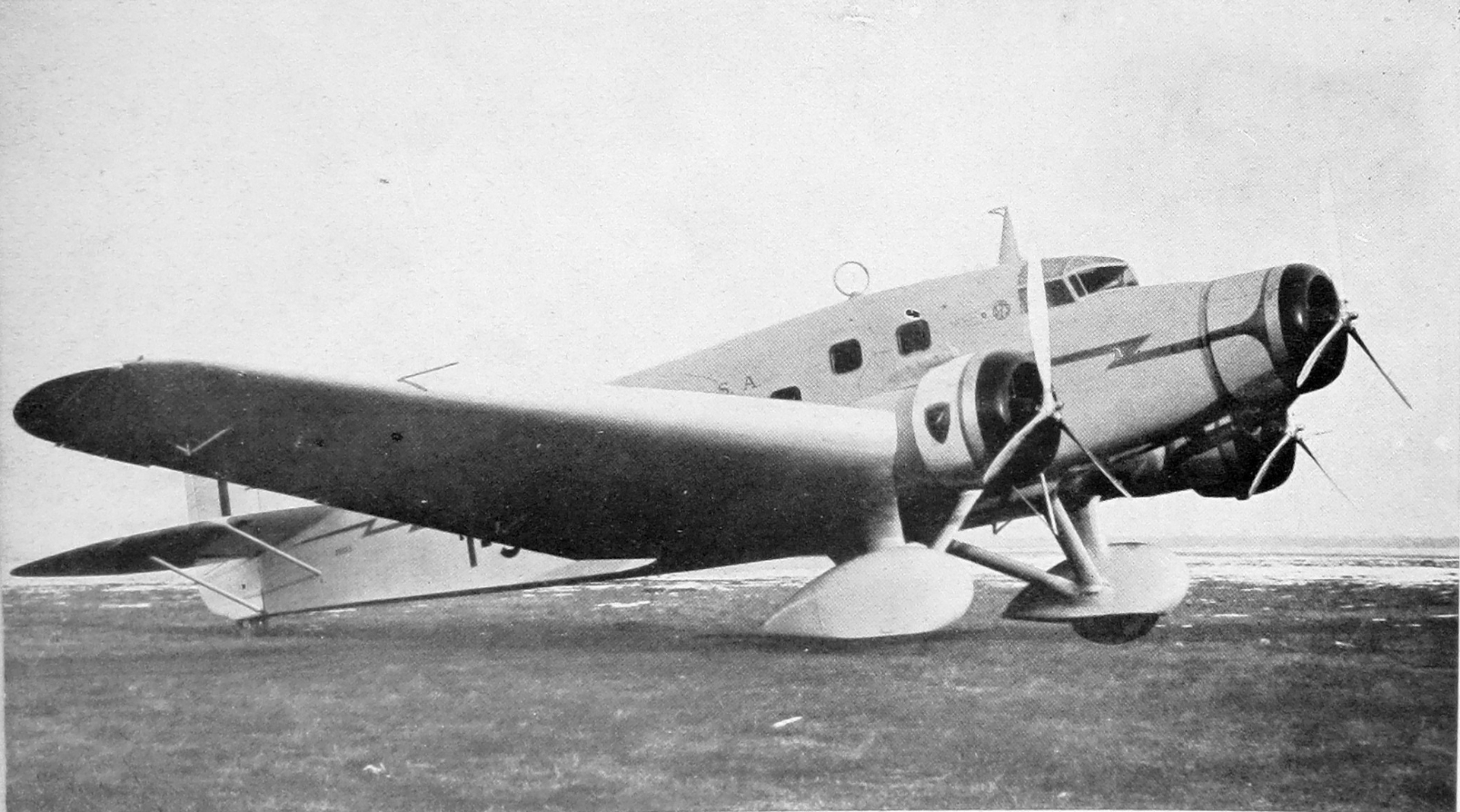
Savoia-Marchetti SM.73 (Avio Linee Italiane)

### SM.73 v barvách ČSA

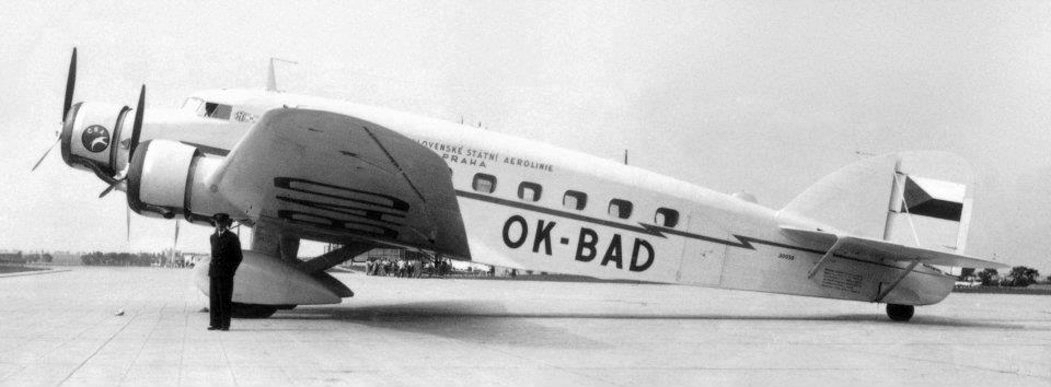
Savoia-Marchetti SM.73 a Walter Pegas II-M2 (OK-BAD, CSA)

V rámci modernizace letového parku zakoupily Československé státní aerolinie (ČSA) šest strojů, které byly zaneseny do leteckého rejstříku s imatrikulacemi OK-BAB až OK-BAG. V Československu byl tento letoun osazen motory Walter Pegas II-M2, později Walter Pegas III-M2. Letadla ČSA odlétala z čerstvě otevřeného letiště v Ruzyni (5. dubna 1937) na pravidelné linky vnitrostátní i mezinárodní. Mezinárodní byly z Prahy přes Užhorod a Kluž do Bukurešti (společně s rumunskou společností Sarta), z Prahy do Benátek a z Prahy do Bruselu společně se společností Sabena. Provoz na trati Praha - Brusel byl oficiálně zahájen 5. dubna 1937 při otevření letiště v Ruzyni. Cena letenky z Prahy do Bruselu činila 880 Kč a cesta na vzdálenosti 761 km trvala necelé 3 hodiny. Provoz na trati Praha - Benátky byl oficiálně zahájen 20. května 1937. Linku na trase Bratislava - Celovec (Klagenfurt) - Terst společně provozovaly ČSA a Ala Littoria. Jeden z československých letounů (OK-BAG) havaroval 13. srpna 1938 jižně od německého Durbachu (nedaleko Oberkirchu v pohoří Schwarzwald) na lince Praha - Štrasburk a byl zcela zničen. Posádka se během letu dostala do složitých povětrnostních podmínek bez viditelnosti země a při klesání ke Štrasburku pilot narazil do hřebene kopce Brandenkopf (945 m n. m.). Všech 17 lidí z posádky vč. šéfpilota ČSA Karla Brabence a cestujících na palubě zahynulo. Celkem SM.73 u ČSA nalétaly především na zahraničních linkách 5371,07 hod a 1 233 302 km.

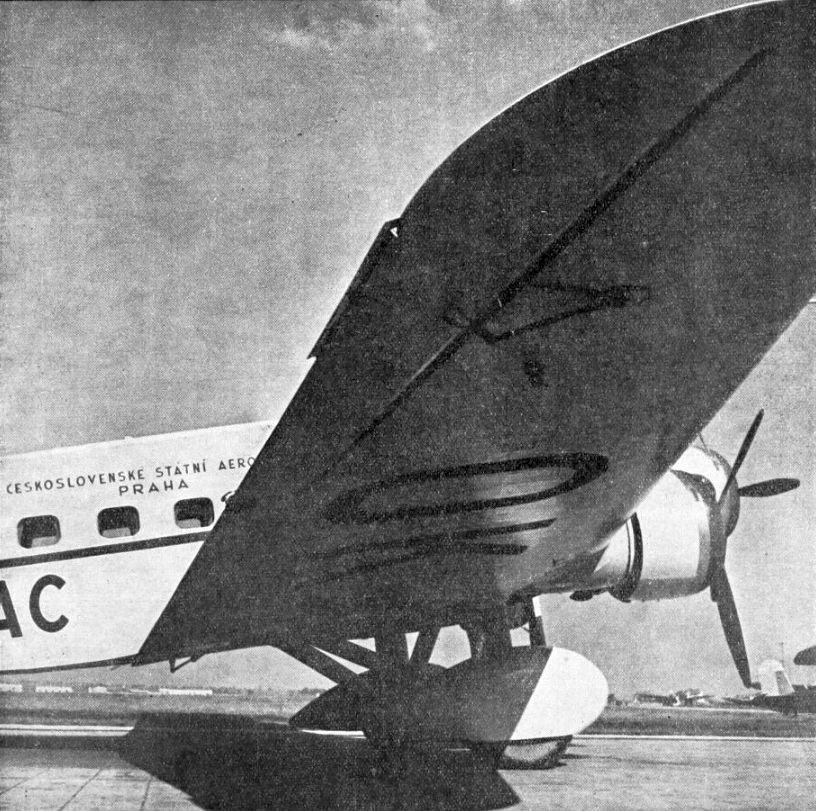
Savoia-Marchetti SM.73, OK-BAC u ČSA (Letec, prosinec 1937)

Seznam jednotlivých strojů létajících v barvách ČSA (podle L+K 5/95):
| Poznávací značka | Výrobní číslo | Datum zápisu do rejstříku | Datum výmazu z rejstříku |
| OK-BAB           | 30028         | 28. května 1937           | 2. dubna 1939            |
| OK-BAC           | 30029         | 14. června 1937           | 13. února 1940           |
| OK-BAD           | 30030         | 17. července 1937         | 21. června 1940          |
| OK-BAE           | 30038         | 6. května 1938            |                          |
| OK-BAF           | 30039         | 30. dubna 1938            |                          |
| OK-BAG           | 30040         | 16. července 1938         | havaroval 13. srpna 1938 |

S těmito letouny (vojenské označení S.73) počítalo Ministerstvo národní obrany (MNO) v případě mobilizace a následného vypuknutí války. Ihned po vyhlášení mobilizace měly všechny letouny přelétnout na letiště v Kunovicích, aby je převzal Letecký sklad 2 a následně je - zde sídlící pobočka továrny Avia - měla militarizovat. Byla úvaha o vyzbrojení dvěma kulomety vz. 30 ráže 7,92 mm, s instalací přední střelecké věže Aero (typ z letounu Aero MB-200), po odstranění sedadel s montáží sklopných lavic a se zesílením podlahy kabiny pro přepravu nákladu.
Všech pět strojů ČSA po vzniku Protektorátu Čechy a Morava převzala německá Deutsche Luft Hansa (imatrikulace D-ABAB až ABAF), která je provozovala po 15. březnu 1939 až do výmazu z leteckého rejstříku v prvé polovině 40. let. V letech 1939-40 byly letouny v částečně rozloženém stavu dopraveny po železnici do Itálie. Poté se některé z nich dostaly po nezbytných úpravách na frontu na severu Afriky a tam také byly postupně zničeny.

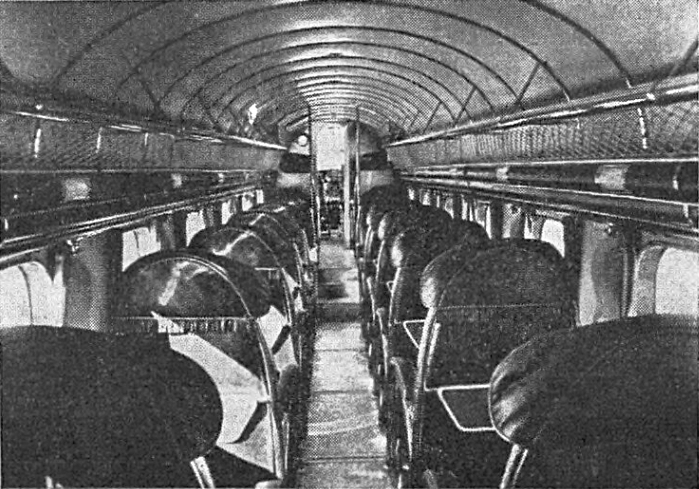
Savoia-Marchetti S.73, kabina cestujících (Světozor, březen 1939)

## Varianty
Letouny dodávané jednotlivým leteckým společnostem se lišily použitými motory podle požadavků zákazníků.
- Ala Littoria (pozn. podle italského rejstříku bylo pro Ala Littoria imatrikulováno "pouze" 23 strojů)[2]
  - 5 strojů s motory Piaggio Stella IX.RC 9 o výkonu 492-515 kW/680-700 k
  - 10 strojů s motory Wright Cyclone GR-1820 o výkonu 404-559 kW
  - 16 strojů s motory Alfa 126 R.C.10 o výkonu 559–597 kW/750–801 k
- Avio Linee Italiane
  - 6 strojů s motory Alfa 126 R.C.10 o výkonu 559–597 kW/750–801 k
- Sabena
  - 5 strojů (výr. č. 3001-3005) s motory Gnome-Rhône 9Kfr Mistral o výkonu 441 kW/600 k a s motory Wright Cyclone
  - 7 strojů (vyráběných v letech 1936-7 v licenci u firmy SABCA, 2× SABCA Savoia Marchetti S-73 a 5× SABCA Savoia Marchetti S-73P)[19] s motory Gnome-Rhône 9Kfr Mistral o výkonu 441 kW/600 k a Gnome-Rhône 14Kirs Mistral Major o výkonu 639 kW/870 k[20]
- Československé státní aerolinie
  - 6 strojů s motory Walter Pegas II-M2 o výkonu 382-427 kW/520-580 k a později III-M2 o výkonu 480-545 kW/650-740 k. Tři motory Walter Pegas III-M2 propůjčovaly letadlu ve výši 1 700 m maximální rychlost 330 km a při chodu na 70% výkonu, ve výši 2000 m cestovní rychlost 295 km.[13]

## Uživatelé

### Civilní
- Italské království
  - Ala Littoria
  - Avio Linee Italiane
- Belgie
  - Sabena
- Československo
  - Československé státní aerolinie
- Německá říše
  - Deutsche Luft Hansa (5 strojů od ČSA)
  - RACSA Commandant (3 stroje D-APGV/ex I-ABKW, D-APGW/ex I-STAR a D-APGX/ex I-NOVI)[21]

### Vojenští
- Belgie
  - Královské belgické letectvo (Militair Vliegwezen), pouze v období bitvy o Belgii (10.–28. května 1940)
- Italské království
  - Regia Aeronautica (13 letounů)
- Spojené království
  - Royal Air Force (7 letounů)

## Specifikace
Údaje pro letoun s motorem Alfa 126 R.C.10 dle

### Technické údaje
- Posádka: 4 (včetně 1 palubní průvodčí)
- Kapacita: 14-18 pasažérů
- Délka: 17,45 m
- Rozpětí: 24,0 m
- Výška: 4,60 m
- Plocha křídel: 93,00 m2
- Plošné zatížení: 110 kg/m2
- Prázdná hmotnost: 6 950 kg
- Vzletová hmotnost: 10 450 kg
- Pohonná jednotka: 3× vzduchem chlazený hvězdicový motor
  - Piaggio Stella X.RC 9 (dvouhvězdicový čtrnáctiválec, licence Gnome-Rhône 14K Mistral Major)
  - Wright Cyclone GR-1820 (hvězdicový devítiválec)
  - Alfa 126 R.C.10 (hvězdicový devítiválec, licence Bristol Jupiter)
  - Gnome-Rhône 9Kfr Mistral (hvězdicový devítiválec)
  - Gnome-Rhône 14K Mistral Major (dvouhvězdicový čtrnáctiválec)
  - Walter Pegas III-M2 (hvězdicový devítiválec, licence Bristol Pegasus)
- Výkon pohonné jednotky: dle typu motoru
- Vrtule: třílistá, kovová, na zemi stavitelná

### Výkony
- Maximální rychlost: 325 km/h
- Cestovní rychlost: 280 km/h
- Přistávací rychlost: 100 km/h
- Dolet: 1 000 km - 1 930 km (dle typu motoru a zatížení)
- Dostup: 7 400 m
- Stoupavost: 10 min do 2000 m